# Северна паякообразна маймуна
Северната паякообразна маймуна (Brachyteles hypoxanthus) е вид бозайник от семейство Паякообразни маймуни (Atelidae). Видът е критично застрашен от изчезване.

## Разпространение и местообитание
Разпространен е в Бразилия.